# María Fernanda Reyes
María Fernanda Reyes (Buenos Aires, 22 de julio de 1978) es una política y economista argentina. Fue diputada de la Nación por la Ciudad Autónoma de Buenos Aires entre 2007 y 2011. Es dirigente del partido Coalición Cívica ARI donde se desempeña como presidenta del Foro de Legisladores del partido. Es parte del Parlamento por el Agua y profesora de la Universidad del Salvador.
Actualmente es miembro del Directorio del Instituto de Vivienda de la Ciudad Autónoma de Buenos Aires (IVC) desde el 10 de diciembre de 2019.

## Biografía
Nació en Buenos Aires en 1978. Realizó sus estudios secundarios en el Colegio Nacional de Buenos Aires de donde egresó en 1996. Luego se graduó de Lic. en Economía en la Facultad de Ciencias Económicas de la Universidad de Buenos Aires. 

### Militancia en Coalición Cívica ARI
Reyes forma parte de la agrupación Jóvenes por la igualdad desde 2001, agrupación parte del partido ARI desde su fundación.
En 2005, con 27 años, fue una de las candidatas a legisladores de la Ciudad de Buenos Aires por la boleta del partido ARI, encabezada por el ex vicejefe de gobierno Enrique Olivera. Por su parte, Elisa Carrió encabezó la lista del partido para la cámara de diputados nacionales.

### Diputada nacional (2007-2011)
En las Elecciones presidenciales de Argentina de 2007 Reyes fue elegida diputada nacional por la Coalición Cívica para cumplir mandato entre 2007 y 2011.

### Candidatura a Senadora nacional (2013)
Desde octubre de 2012 forma parte del Parlamento por el Agua.
A inicios del 2013 el partido Coalición Cívica ARI anunció la conformación de un frente electoral con los partidos Proyecto Sur, GEN, Partido Socialista Auténtico y el Partido Socialista que llevaría el nombre de UNEN. En agosto de ese año se realizan las elecciones internas del frente, en las cuales se presenta la lista "Coalición Sur" con Pino Solanas y Fernanda Reyes como candidatos a senadores y Elisa Carrió al frente de la lista de diputados. Esta lista derrota a sus oponentes en la internaː Juntos (Prat Gay-Donda) y Suma+ (Lousteau-Terragno) con un 41.4 % de los votos. De este modo la fórmula Solanas-Reyes acompañó la lista para diputados nacionales de Elisa Carrió y Martín Lousteau en octubre.
En las elecciones legislativas de Argentina de 2013 el Frente UNEN quedó segunda en la Ciudad de Buenos Aires. La lista de candidatos a senadores nacionales integrada por Solanas-Reyes obtuvo el 27,6 % de los votos, resultando electo Pino Solanas senador nacional.

### Gestión de Cambiemos
Durante las elecciones del año 2015, el partido Coalición Cívica ARI integró el frente Cambiemos, junto a Propuesta Republicana y la Unión Cívica Radical, que logró ganar las elecciones siendo elegido Mauricio Macri como Presidente de la Nación. 
Con la asunción de Cambiemos, Fernanda Reyes fue nombrada como parte del Consejo Directivo directora de la Autoridad de Cuenca Matanza Riachuelo (ACUMAR) que está a cargo del saneamiento de la cuenca del Riachuelo, a partir del Decreto 77/2016 del Gobierno de la Ciudad de Buenos Aires.
Durante su gestión la ACUMAR autorizó a verter al Riachuelo siete sustancias contaminantes prohibidas desde hace años entre ellas elementos tóxicos, como aldrin, clordano y dieldrín. mientras que la resolución del 2016 reducía a las sustancias en forma específica al 0.1.
En 2018 fue designada directora general de Proyectos de Niñez, Adolescencia y Juventud de la Administración Nacional de la Seguridad Social (ANSES). hasta la conclusión de la gestión de Cambiemos el 9 de diciembre de 2019.
Desde entonces forma parte del Directorio del Instituto de la Vivienda de la Ciudad Autónoma de Buenos Aires (IVC) hasta la actualidad.